# استوکی (کارولینای جنوبی)
استوکی(به انگلیسی: Stuckey) شهری در ایالت کارولینای جنوبی کشور ایالات متحده آمریکا است که جمعیت آن در سرشماری سال ۲۰۱۰ میلادی، ۲۴۵ نفر بوده‌است.